# Nick Matuhin

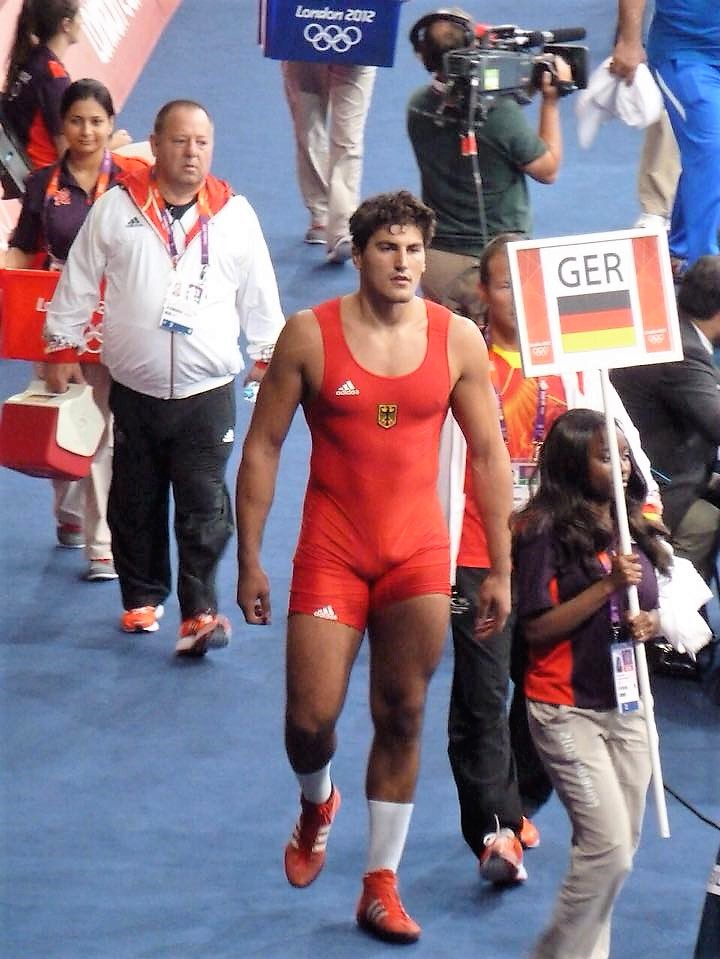
Olympische Spiele 2012 in London

Nick Matuhin (russisch Никита Матюхин, Nikita Matuhin; * 5. April 1990 in Moskau, Sowjetunion) ist ein deutscher Ringer.

## Leben
Nick Matuhin kam Anfang der 2000er Jahre mit seinen Eltern nach Deutschland und wurde dort eingebürgert. Er begann 2001 in Luckenwalde mit dem Ringen. Ab 2002 besuchte er die Friedrich-Ludwig-Jahn-Oberschule in Luckenwalde, eine Oberschule mit Sportschwerpunkt. Als Mitglied des 1. Luckenwalder SC wurde er von Heiko Röll und an der Oberschule von Olaf Bock und Michael Kleinschmidt trainiert. In der Junioren-Nationalmannschaft und später in der Nationalmannschaft kam der zweifache Weltmeister Alexander Leipold als Trainer hinzu.
Nick Matuhin absolvierte an der Landesfeuerwehrschule Eisenhüttenstadt eine Ausbildung zum Brandmeister und gehört derzeit der Sportfördergruppe der Feuerwehr an, freigestellt von der Berufsfeuerwehr Potsdam.

## Karriere
Als Junior gewann Nick Matuhin zwischen 2005 und 2009 deutsche Meistertitel im Schwergewicht in allen Altersbereichen. Seine internationale Laufbahn begann bei der Junioren-Europameisterschaft (Cadets) 2006 in Istanbul, wo er mit 16 Jahren einer der jüngsten Teilnehmer war und in der Gewichtsklasse bis 100 kg Körpergewicht den 5. Platz belegte. 2007 gewann er bei der Junioren-Europameisterschaft (Cadets) in Warschau seine erste Medaille. Er belegte dort den 2. Platz, wobei er im Finale gegen Tornike Chideschwili aus Georgien unterlag. Im gleichen Jahr kam er bei der Junioren-Weltmeisterschaft (Juniors) in Peking im Schwergewicht auf den 5. Platz. Den gleichen Platz belegte er auch bei der Junioren-Europameisterschaft (Juniors) 2008 in Košice, während er bei der Junioren-Weltmeisterschaft 2008 in Istanbul nur auf den 10. Platz kam.
Im Jahre 2009 gewann er schließlich bei der Junioren-Europameisterschaft (Juniors) in Tiflis eine Bronzemedaille. Im Kampf um diese Medaille kam er zu einem klaren Punktsieg über den Türken Yalçın Sözen. 2009 wurde er auch erstmals deutscher Meister bei den Senioren vor Jens Brosowski aus Zella-Mehlis. Diesen Erfolg wiederholte er im Jahre 2011, wo er vor Stefan Kehrer vom 'ASV Mainz 1888 siegte.
Mitte 2009 verletzte er sich beim Vorbereitungstraining auf die Junioren-Weltmeisterschaft schwer an der Schulter. Erst in der Bundesligasaison 2010/11 konnte er wieder Kämpfe für seinen Verein bestreiten.
Bei der Europameisterschaft 2011 in Dortmund belegte er den 5. Platz.
März 2012 bestritt Nick Matuhin die Europameisterschaft in Belgrad. Nachdem er im zweiten Kampf gegen den späteren Titelträger Taha Akgül, Türkei, verloren hatte, kämpfte er sich mit Siegen über Predrag Budić, Serbien, und Bachtijar Achmedow, Russland, (kampflos) in den Kampf um eine EM-Bronzemedaille. Diesen Kampf verlor er aber nach gewonnener erster Runde noch gegen Ihor Dsjatko aus Weißrussland und kam damit auf den 5. Platz. Bei den Olympischen Spielen in London verlor er gegen Artur Taymazov, Usbekistan und Komeil Ghasemi aus dem Iran und belegte dort den 17. Platz.
Bei der Europameisterschaft 2013 in Tiflis belegte er Rang 5, 2014 bei den Weltmeisterschaften in Taschkent (Usbekistan) als bester deutscher Freistilringer den 9. Platz. Bei den Weltmeisterschaften 2015 in Las Vegas schied er nach einer Auftaktniederlage gegen Levan Berianidse, Armenien, aus.
Aufgrund von Krankheit konnte Nick Matuhin 2016 nur eine Chance zur Olympiaqualifikation in Istanbul wahrnehmen. Dort unterlag er jedoch dem späteren Bronzemedaillengewinner der Olympischen Spiele in Rio, Ibrahim Saidau aus Weißrussland. Somit verpasste er die erneute Olympiaqualifikation.
Nach dem Rückzug des 1. Luckenwalder SC aus der Bundesliga wechselte er zur Saison 2016/17 erstmals den Verein und wurde mit dem KSV Ispringen Deutscher Vizemeister.
Da sich der KSV Ispringen zur Saison 2017/18 aus der offiziellen Bundesliga des Deutschen Ringerbunds zurückzog und in der alternativen Deutschen Ringerliga an den Start ging, wechselte Matuhin mit Trainer Bernd Reichenbach vom KSV Ispringen zum südbadischen Bundesligisten TuS Adelhausen. Die Mannschaft erreichte  das Halbfinale und schrieb somit den größten Erfolg der Vereinsgeschichte des TuS Adelhausens. In der Saison 2018/19 scheiterte der TuS Adelhausen erneut im Halbfinale. Matuhin gewann jeden seiner Einsätze durch Technische Überlegenheit.
Nach einer einjährigen Auszeit vom Einzelwettkampfgeschehen startete Matuhin unter der Aufsicht seines neuen Trainers, Aleksander Sommer, ein Comeback bei den Deutschen Meisterschaften 2018 in Aschaffenburg. Er entschied jedes seiner Duelle vorzeitig für sich und gewann seinen 12. DM-Titel. Bei den Weltmeisterschaften in Budapest unterlag er im Auftaktkampf dem türkischen Olympiasieger von 2016 Taha Akgül nach Punkten.

## Internationale Erfolge
| Jahr | Platz | Wettbewerb                                    | Gewichtsklasse | Ergebnis |
| 2006 | 5.    | Junioren-EM (Cadets) in Istanbul              | 100 kg         | Sieger: Sergei Surkow (Russland), vor Schamil Dibirow (Ukraine) |
| 2007 | 2.    | Junioren-EM (Cadets) in Warschau              | 100 kg         | hinter Tornike Chideschwili (Georgien), vor K. Asljatilow (Aserbaidschan) und Alan Zarikajew (Russland) |
| 2007 | 5.    | Junioren-WM (Juniors) in Peking               | 120 kg         | Sieger: Bachtijar Achmedow (Russland), vor Seyed Mohammad Reza Azar Shakib (Iran) |
| 2008 | 5.    | Junioren-EM (Juniors) in Košice               | 120 kg         | Sieger: Oleh Iwanow (Ukraine), vor Andrei Romanow (Moldawien) |
| 2008 | 10.   | Junioren-WM (Juniors) in Istanbul             | 120 kg         | Sieger: Soslan Gaglojew (Russland), vor Elier Romero Camacho (Kuba) |
| 2009 | 4.    | Dave-Schultz-Memorial in Colorado Springs     | 120 kg         | hinter Jamie Cox (Kanada), Waleri Bedojew (Russland) und Rajeev Tomar (Indien), vor Nobuyoshi Arakida (Japan) |
| 2009 | 3.    | Intern. Junioren-Turnier in Riga              | 120 kg         | nach Siegen über Wadim Schwedow (Weißrussland) und Szymon Stasierski (Polen) und einer Niederlage gegen Ratmir Taow (Russland)                                                                                        |
| 2009 | 3.    | Junioren-EM (Juniors) in Tiflis               | 120 kg         | hinter Alan Chugajew (Russland) und Georgi Sakandelidse (Georgien) vor Yalçın Sözen (Türkei) |
| 2009 | 2.    | Intern. Turnier „Mazedonien-Pearl“ in Skoplje | 120 kg         | nach Sieg über Bintscho Stojanow (Bulgarien) und Niederlage gegen Arjan Bhullar (Kanada) |
| 2011 | 3.    | Cerro-Pelado-International in Havanna         | 120 kg         | hinter Thomas Rowlands (USA) und Disney Rodríguez (Kuba), vor Luis Oliveira (Venezuela) und Fabián Zapata (Kolumbien)                                                                                                 |
| 2011 | 5.    | EM in Dortmund                                | 120 kg         | nach Siegen über Arkadiusz Kordus (Polen) und Alexander Romanow (Moldawien) und Niederlagen gegen Fatih Çakıroğlu (Türkei) und Dániel Ligeti (Ungarn)                                                                 |
| 2011 | 1.    | Grosser Preis von Spanien in Madrid           | 120 kg         | vor Fatih Kambur (Türkei), Rareș Daniel Chintoan (Rumänien) und Dániel Ligeti (Ungarn) |
| 2011 | 1.    | Ion-Corneanu-Memorial in Targoviste           | 120 kg         | vor Rareș Daniel Chintoan (Rumänien), Dimitar Kumtschew (Bulgarien) und Andrei Podsevalnicov (Moldawien) |
| 2011 | 19.   | WM in Istanbul                                | 120 kg         | nach Niederlagen gegen Alexei Schemarow (Weißrussland) und Fatih Çakıroğlu (Türkei) |
| 2011 | 1.    | Henri-Deglane-Challenge in Nizza              | 120 kg         | vor Gor Abrahamyan (Frankreich) |
| 2012 | 2.    | Cerro-Pelado-International in Havanna         | 120 kg         | hinter Tervel Dlagnev (USA) und vor Disney Rodriguez (Kuba) und Jarod Trice (USA) |
| 2012 | 5.    | EM in Belgrad                                 | 120 kg         | nach Siegen über Stamatis Giagias (Griechenland), Predrag Budić (Serbien) und Bachtijar Achmedow (Russland) und Niederlagen gegen Taha Akgül (Türkei) Ihor Dsjatko (Weißrussland)                                     |
| 2012 | 7.    | Olympia-Qualif.-Turnier in Sofia              | 120 kg         | Sieger: Dániel Ligeti (Ungarn) |
| 2012 | 2.    | Olympia-Qualif.-Turnier in Taiyuan/China      | 120 kg         | hinter Parviz Hadi (Iran), vor Lei Liang (China) und Rareș Daniel Chintoan (Rumänien) |
| 2012 | 17.   | OS in London                                  | 120 kg         | nach Niederlagen gegen Artur Taymazov (Usbekistan) und Komeil Ghasemi (Iran) |
| 2013 | 5.    | EM in Tiflis                                  | 120 kg         | nach Siegen über Andranik Galstjan (Armenien), Alexander Romanow (Moldawien) und Niederlagen gegen Alen Sassejew (Ukraine) und Geno Petriaschwili (Georgien)                                                          |
| 2014 | 11.   | EM in Vantaa                                  | 125 kg         | Sieger: Taha Akgül (Türkei), vor Alan Chugajew (Russland) |
| 2014 | 9.    | WM in Taschkent                               | 125 kg         | nach einem Sieg über Yerzhan Duissenbekov (Kasachstan) und einer Niederlage gegen Khadzhimurat Gatcalov (Russland) Sieger: Taha Akgül                                                                                 |
| 2015 | 2.    | Torneo Citta a Sassari in Sassari             | 125 kg         | hinter Hitender (Indien) und vor Johannes Kessel (Deutschland) |
| 2015 | 12.   | European Games in Baku                        | 125 kg         | nach Niederlage gegen Aleksei Shemarov (Weißrussland) und Levan Berianidse (Armenien) Sieger: Taha Akgül (Türkei) |
| 2015 | 1.    | Ion Corneanu Memorial in Bukarest             | 125 kg         | vor Rares Daniel Chintoan (Rumänien) und Egor Olar (Moldawien) |
| 2015 | 3.    | Wacław Ziółkowski Memorial in Warschau        | 125 kg         | hinter Geno Petriaschwili (Georgien) und Aleksey Nikolaev (Weißrussland) |
| 2015 | 19.   | WM in Las Vegas                               | 125 kg         | 1/16 Finale: 2:8 PN vs. Levan Berianidse (Armenien) Sieger: Taha Akgül (Türkei) |
| 2016 | 3.    | Alexander Medved Prizes in Minsk              | 125 kg         | Sieger: Geno Petriaschwili (Georgien), vor Said Gamidov (Aserbaidschan) |
| 2016 | 11.   | EM in Riga                                    | 125 kg         | 1/8 Finale: 3:4 PN vs. Alen Zasieiev (Ukraine) Sieger: Geno Petriaschwili (Georgien) |
| 2016 | 15.   | Olympia-Qualif.-Turnier in Istanbul           | 125 kg         | Niederlage gegen Ibrahim Saidau (Weißrussland) |
| 2018 | 5.    | Yasar Dogu in Istanbul                        | 125 kg         | 1/8 Finale: 11:0 TÜ vs. Adnan Ahmed (Irak) 1/4 Finale: 0:3 PN vs. Oleksandr Khotsianivsky (Ukraine) Repechage: 0:0 AS vs. Singh Jashkawar (Indien) Finale um Bronze: 4:6 PN vs. Nick Gwiazdowski (USA)                |
| 2018 | 21.   | WM in Budapest                                | 125 kg         | 1/16 Finale: 0:9 PN vs. Taha Akgül (Türkei) Sieger: Geno Petriaschwili (Georgien) |
| 2019 | 3.    | Henri Deglane Challenge in Nizza              | 125 kg         | 1/8 Finale: 8:0 PS vs. Vasile Vlad Caras (Rumänien) 1/4 Finale: 4:0 PS vs. Vitali Piasniak (Weißrussland) 1/2 Finale: 0:11 TÜN vs. Kamil Kosciolek (Polen) Finale um Bronze: 10:0 TÜ vs. Catriel Muriel (Argentinien) |
| 2019 | 8.    | EM in Bukarest                                | 125 kg         | 1/8 Finale: 10:0 PS vs. Egzon Shala (Kosovo) 1/4 Finale: 5:1 PN vs. Oleksandr Khotsianivskyi (Ukraine) |

## Deutsche Meisterschaften
| Jahr | Platz | Gewicht | Altersklasse | Ort              | Ergebnis |
| 2003 | 2.    | 85 kg   | C-Jugend     | Riegelsberg      | |
| 2004 | 1.    | 85 kg   | C-Jugend     | Mainz-Laubenheim | |
| 2005 | 1.    | 100 kg  | B-Jugend     | Mülheim-Styrum   | |
| 2005 | 3.    | 100 kg  | A-Jugend     | Neuss            | |
| 2006 | 4.    | 120 kg  | Junioren     | Ladenburg        | |
| 2006 | 1.    | 100 kg  | A-Jugend     | Gütersloh        | |
| 2007 | 1.    | 100 kg  | A-Jugend     | Mülheim          | |
| 2008 | 1.    | 120 kg  | Junioren     | Landsweiler      | |
| 2009 | 1.    | 120 kg  | Junioren     | Unterelchingen   | |
| 2009 | 1.    | 120 kg  | Männer       | Freiburg         | 1/4 Finale: 1:0, 1:0 PS vs. Boris Illenseer (SG Eichen) 1/2 Finale: 3:4, 2:1, 1:0 PS vs. Markus Hamann (ASV Mainz 88) Finale: 6:0, 7:0 TÜ vs. Jens Brosowski (AV Zella-Mehlis)                                                                   |
| 2011 | 1.    | 120 kg  | Männer       | Weinheim         | 1/8 Finale: 2:8, 6:0, 7:0 PS vs. Daniel Geist (Wernigeroder SV) 1/4 Finale: 3:0, 6:0 PS vs. Jens Brosowski (AV Zella-Mehlis) 1/2 Finale: 2:0, 4:1 PS vs. Patrick Zimmermann (TKSV Duisdorf) Finale: 2:1, 4:1 PS vs. Stefan Kehrer (ASV Mainz 88) |
| 2013 | 1.    | 120 kg  | Männer       | Unterföhring     | 1/4 Finale: 7:0, 7:0 TÜ vs. Marco Bechtel (RSC Laudenbach) 1/2 Finale: 6:0, 3:2 PS vs. Toni Bernhardt (KSC Motor Jena) Finale: 0:1, 1:1, 2:0 PS vs. Johannes Kessel (KSV Wiesental)                                                              |
| 2014 | 1.    | 125 kg  | Männer       | Freiburg         | 1/4 Finale: 10:0 TÜ vs. Ilja Litvinov (RSV Frankfurt/Oder) 1/2 Finale: 10:0 vs. Johannes Kessel (SV Germania Weingarten) Finale: 11:8 PS vs. Robin Ferdinand (ASV Boden)                                                                         |
| 2016 | 1.    | 125 kg  | Männer       | Freiburg         | Runde 1: 10:0 TÜ vs. Igor Maier (RKG Freiburg 2000) Runde 2: 12:1 TÜ vs. Marcel Böhme (RV Talheim) Runde 3: 11:0 TÜ vs. Aslan Mahmudov (RCG Potsdam) Runde 4: 10:0 TÜ vs. Christoph Neidhardt (ASV Hof/Saale)                                    |
| 2018 | 1.    | 125 kg  | Männer       | Aschaffenburg    | Pool: 14:2 TÜ vs. Felix Krafft (TuS Adelhausen) Pool: 10:0 TÜ vs. Felix Radinger (TSV Gailbach) Halbfinale: 12:0 TÜ vs. Dominik Klann (KAV Mansfelder Land) Finale: 10:0 TÜ vs. Felix Krafft (TuS Adelhausen)                                    |
| 2019 | 1.    | 125 kg  | Männer       | Riegelsberg      | Runde 1: TÜ vs. Robin Ferdinand (ASV Boden) Runde 2: TÜ vs. Felix Krafft (TuS Adelhausen) |

## Erläuterungen
- alle Wettkämpfe im freien Stil
- WM = Weltmeisterschaft, EM = Europameisterschaft
- Schwergewicht, Gewichtsklasse bis 120 kg Körpergewicht
- TÜ = Sieg durch Technische Überlegenheit   TÜN = Niederlage durch Technische Überlegenheit   PS = Punktsieg   PN = Punktniederlage   AS = Aufgabesieg